# Zbrodnia w Ludmiłpolu
Zbrodnia w Ludmiłpolu – zbiorowe zabójstwo stu Polaków dokonane przez członków Ukraińskiej Powstańczej Armii oraz ludność ukraińską w kolonii Ludmiłpol, położonej w powiecie włodzimierskim województwa wołyńskiego podczas rzezi wołyńskiej.

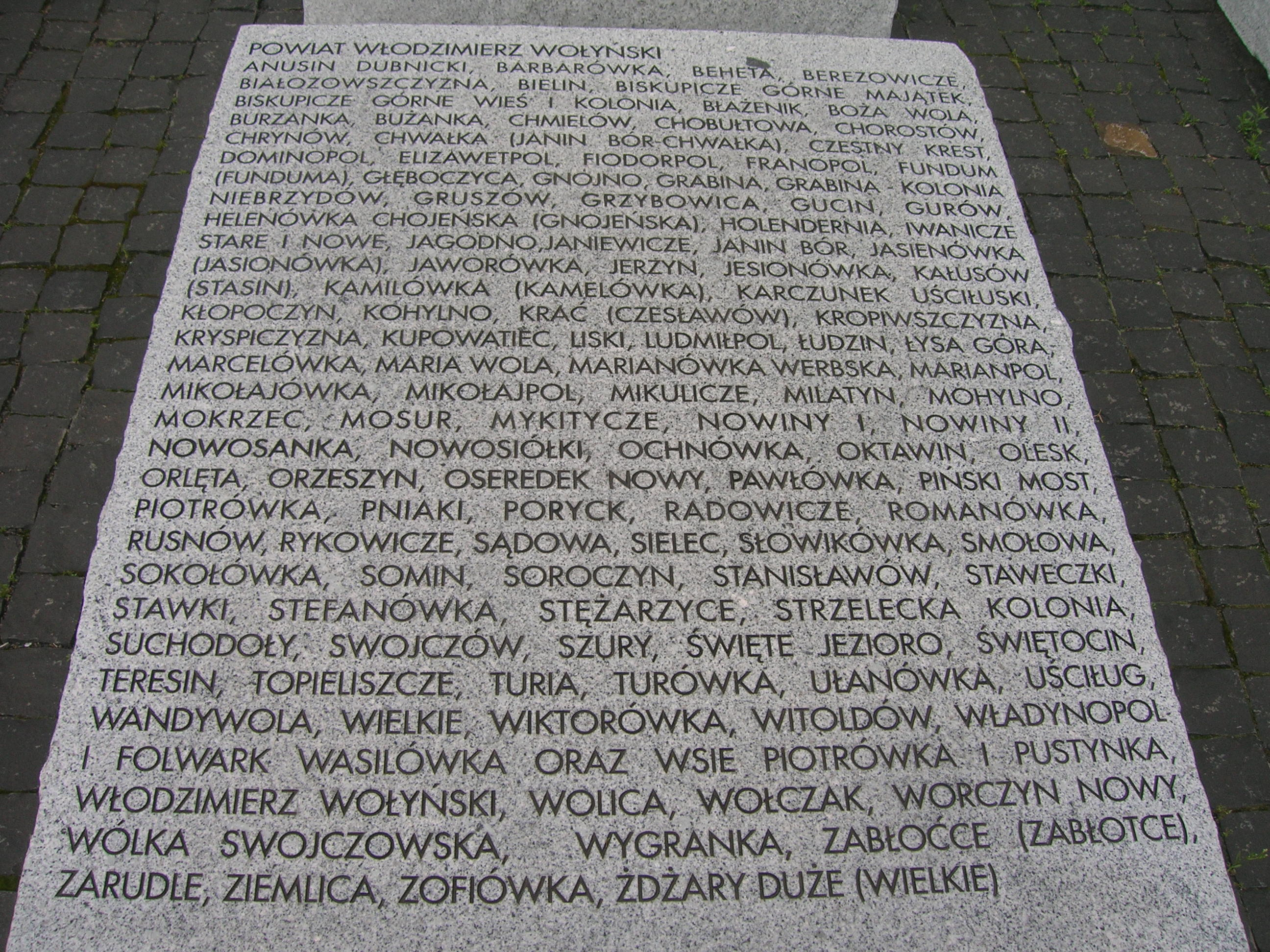
Tablica Pomnika ofiar zbrodni dokonanej na obywatelach polskich przez OUN-UPA wymieniająca Ludmiłpol

## Przed zbrodnią
Do 1940 roku Ludmiłpol był osadą, w której dominowała ludność pochodzenia niemieckiego. Po przesiedleniu Niemców do Rzeszy i osiedleniu w Ludmiłpolu Ukraińców zza Buga nad Polakami liczebnie zaczęli górować Ukraińcy. Kolonia liczyła około 70 gospodarstw.
Latem 1943 roku spodziewając się napadu na kolonię w nocy, niektórzy polscy mieszkańcy Ludmiłpola nocowali w różnych kryjówkach a rano powracali do swoich domów. Do 29 sierpnia 1943 upowcy zabili w Ludmiłpolu troje osób pochodzących z innych miejscowości oraz porwali i zabili wiejskiego skrzypka.

## Zbrodnia
29 sierpnia rano, gdy Polacy powychodzili z kryjówek, kolonia została opanowana przez członków UPA oraz Ukraińców z Gnojna. Intruzi posiadali siekiery, kosy i łopaty, przy pomocy których przystąpili do zabijania Polaków bez względu na płeć i wiek. W rezultacie zabito 100 osób. Świadkiem zbrodni była Bożena Pasieczna, która z ukrycia widziała śmierć rodziców i dwóch braci oraz Franciszek Walczak obserwujący ze schronu jak zabijano jego żonę i jednorocznego syna.
Po zbrodni polskie zagrody plądrowano, niektóre z nich spalono. Władysław i Ewa Siemaszko jako jednego z biorących udział w zbrodni wymieniają upowca o nazwisku Małachowśkyj.